# Ene bene
Ene bene je český hraný film z roku 2000, který režírovala Alice Nellis podle vlastního scénáře.

## Děj
Helena a Jan Zachových jsou učitelé v důchodu na malém městě v okolí Mladé Boleslavi. Jan je po mrtvici a Helena se o něj stará, možná až příliš. Navíc jí leží na srdci blížící se komunální volby, ve kterých podporuje jednoho z kandidátů. K rodičům přijíždí na víkend dcera Jana, která studuje v Praze. S sebou si přiváží Joyceův román Odysseus v originále od profesora, se kterým udržuje utajovaný vztah. Čtením románu si krátí čas jako členka volební komise a zároveň pozoruje dění a vztahy mezi obyvateli města.

## Obsazení
| Iva Janžurová      | Helena Zachová  |
| Leoš Suchařípa     | Jan Zach        |
| Theodora Remundová | Jana Zachová    |
| Eva Holubová       | Květa Laskonová |
| Vladimír Javorský  | Pavel Kittnar   |
| Martina Musilová   | Jiřina Krčková  |
| Jana Janžurová     | Jarmila Knerová |
| Ladislav Klepal    | pan Jemelík     |
| Robert Jašków      | tajemník        |
| Petr Lébl          | sportovec       |
| Viktorie Knotková  | babička         |
| Karel Klusáček     | pan Valášek     |
| Lukáš Máslo        | lékař           |
| Zuzana Víznerová   | lékařova žena   |
| Petr Šlápota       | student         |
| Eva Leimbergerová  | studentka       |
| Lena Tajerova      | volička         |

## Ocenění
- Český lev: nejlepší herečka ve vedlejší roli (Eva Holubová) a nominace v kategorii nejlepší herečka v hlavní roli (Iva Janžurová)